# USS Carl M. Levin (DDG-120)
El USS Carl M. Levin (DDG-120) será el 70.º destructor de la clase Arleigh Burke (Tramo III) de la Armada de los Estados Unidos. Su nombre USS Carl M. Levin, anunciado en 2016, honra a Carl M. Levin, senador por Míchigan con el mandato más extenso de la historia.

## Construcción
Está en construcción en Bath Iron Works (Maine). Fue colocada la quilla el 21 de mayo de 2021.

## Historial operativo
El Carl M. Levin completó sus pruebas en el mar el 9 de diciembre de 2022 y las entregó a la Armada de los Estados Unidos el 26 de enero de 2023.
El 24 de junio de 2023, el barco se puso en servicio en Baltimore, Maryland.